# ストローナ
ストローナ（伊: Strona）は、イタリア共和国ピエモンテ州ビエッラ県にある、人口約1,100人の基礎自治体（コムーネ）。

## 地理

### 位置・広がり
| 隣接するコムーネは以下の通り。 - カザピンタ - コッサート - メッツァーナ・モルティリエンゴ - ヴァルデォラーナ (トリヴェーロ、ヴァッレ・モッソ) - ヴァッレ・サン・ニコラーオ |